# Floortje Mackaij
Floortje Mackaij (Woerden, 18 de octubre de 1995) es una ciclista profesional y patinadora neerlandesa que debutó como ciclista profesional a finales de 2013.

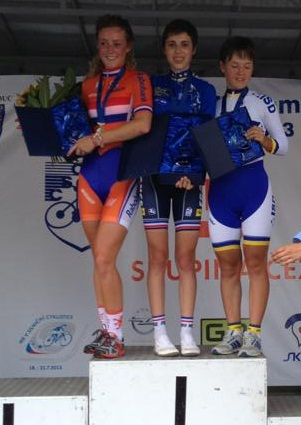
Floortje Mackaij, a la izquierda, como segunda del Campeonato Europeo Contrarreloj juvenil 2013.

## Trayectoria deportiva
Compaginaba el ciclismo en ruta con el patinaje de velocidad sobre hielo hasta que debido a sus buenos resultados cosechados en carreras ciclistas amateurs y juveniles en los años 2012 y 2013 la dio la oportunidad de debutar como profesional en el Team Argos-Shimano, a prueba, a finales de 2013. El equipo siguió contando con ella a partir de 2014 aunque solo hizo buenos puestos en carreras amateurs -ese fue su último año en el patinaje de velocidad a modo competitivo-.
En 2015 comenzó a aparecer en los primeros puestos en algunas carreras profesionales sobre todo en Centroeuropa ganando la Gante-Wevelgem como su mejor resultado; además fue  2.ª en el BeNe Ladies Tour y ganó la 3.ª etapa del Festival Luxemburgués de Ciclismo Femenino Elsy Jacobs y del Lotto-Belisol Belgium Tour. Ello hizo que fuese una de las líderes del equipo de cara a la temporada 2016 tras firmar un contrato de 4 años con el equipo.
Actualmente es ciclista del Movistar Team.

## Palmarés
2015
- Gante-Wevelgem
- 1 etapa del Festival Luxemburgués de Ciclismo Femenino Elsy Jacobs
- 1 etapa del Lotto Belgium Tour

2016
- GP Borgerhout

2017
- 3.ª en el Campeonato de los Países Bajos en Ruta

2018
- Omloop van de Westhoek
- 2 etapas del Tour de Feminin-O cenu Českého Švýcarska

2021
- Trophée des Grimpeuses, más 1 etapa

2023
- Vuelta a la Comunidad Valenciana féminas

## Resultados en Grandes Vueltas y Campeonatos del Mundo
Durante su carrera deportiva ha conseguido los siguientes puestos en las Grandes Vueltas femeninas y en los Campeonatos del Mundo en carretera:
| Carrera         | Carrera         | 2013 | 2014 | 2015 | 2016 | 2017 | 2018 | 2019 | 2020 | 2021 | 2022 | 2023 | 2024 | 2025 |
| --------------- | --------------- | ---- | ---- | ---- | ---- | ---- | ---- | ---- | ---- | ---- | ---- | ---- | ---- | ---- |
|                 | Giro de Italia  | —    | —    | 52.ª | —    | 40.ª | —    | 39.ª | 25.ª | 23.ª | —    | 41.ª | —    | —    |
|                 | Tour de l'Aude  | X    | X    | X    | X    | X    | X    | X    | X    | X    | X    | X    | X    | X    |
|                 | Tour de Francia | X    | X    | X    | X    | X    | X    | X    | X    | X    | —    | 65.ª | 52.ª | —    |
| Mundial en Ruta | Mundial en Ruta | —    | —    | —    | —    | —    | —    | 33.ª | 92.ª | —    | 36.ª | —    | —    | —    |

—: no participa

Ab.: abandono

X: ediciones no celebradas

## Equipos
- Argos/Giant/Liv/Sunweb/DSM (2013[6] -2022)
  - Team Argos-Shimano (2013)[6]
  - Team Giant-Shimano (2014)
  - Team Liv-Plantur (2015-2016)
  - Team Sunweb (2017-2020)
  - Team DSM (2021-2022)
- Movistar Team (2023-)